# Holger Jerichau

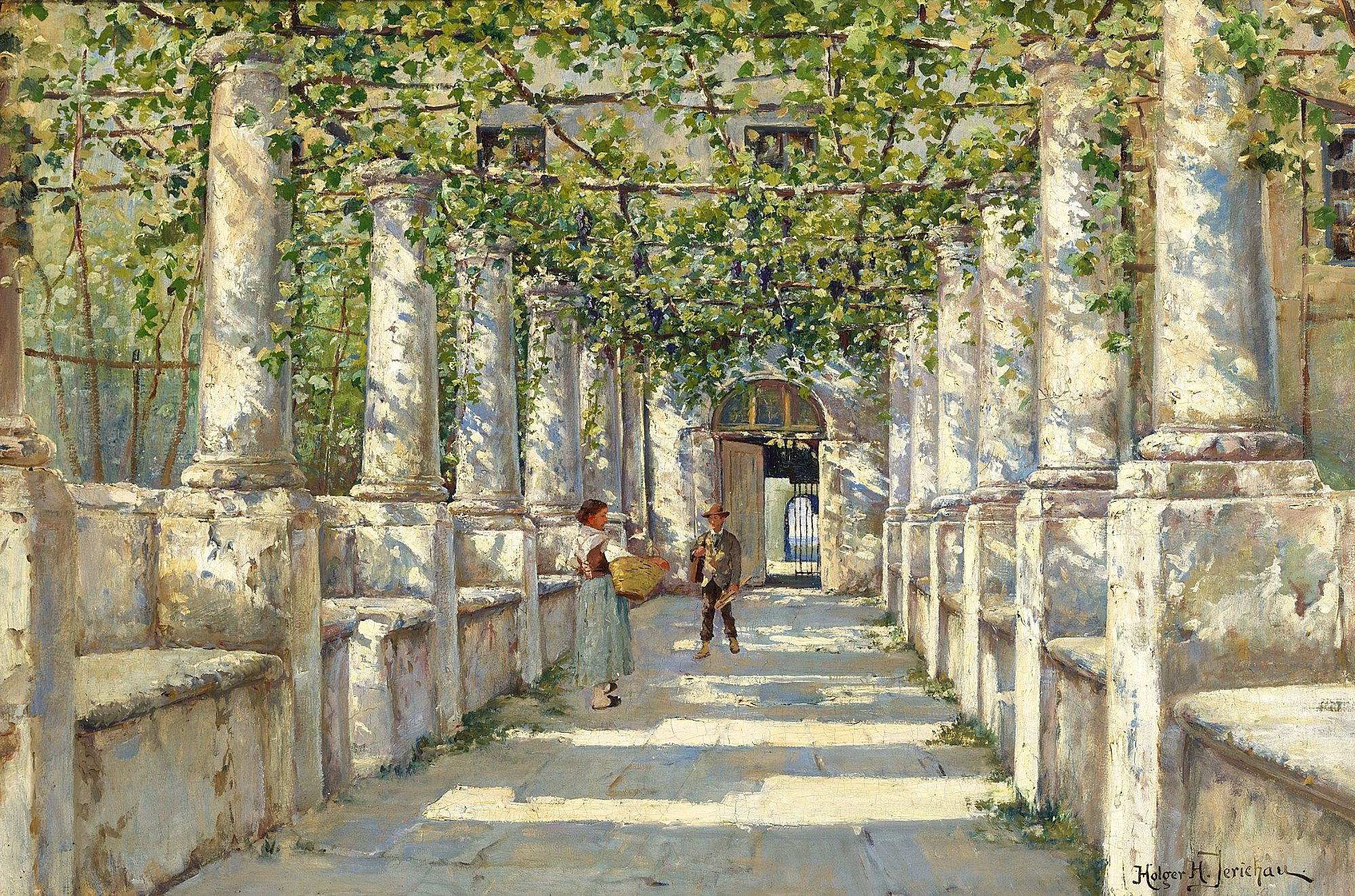
Et møde i en italiensk pergola

Holger Hvidfeldt Jerichau, född 29 april 1861, död 25 december 1900, var en dansk konstnär. Han var son till skulptören Jens Adolf Jerichau och far till målaren Jens Adolf Jerichau.
Jerichau målade främst landskapsmotiv från Italien, Ryssland och Indien men även landskap med danska motiv.